# Haroldius heimi
Haroldius heimi är en skalbaggsart som beskrevs av Erich Wasmann 1918. Haroldius heimi ingår i släktet Haroldius och familjen bladhorningar. Inga underarter finns listade i Catalogue of Life.